# December 2000
Dit artikel geeft een chronologisch overzicht van alle belangrijke gebeurtenissen per dag in de maand december van het jaar 2000.

## Gebeurtenissen

### 1 december
- Vicente Fox Quesada wordt verkozen tot president van Mexico.
- Priyanka Chopra wordt verkozen tot Miss World.

### 4 december
- Gustavo Kuerten lost Marat Safin na twee weken af als nummer één op de wereldranglijst der tennisprofessionals; de Braziliaan moet die positie na acht weken weer afstaan aan diezelfde Rus.

### 7 december
- In Delfzijl treedt wethouder Hink Ketting (GroenLinks) onder druk van de gemeenteraad af, nadat hij door de politie is betrapt op het rijden in een auto met valse kentekenplaten. Ketting had een auto in Duitsland gekocht en daar de kentekenplaten van zijn oude auto op geschroefd. In 2002 zou hij nog voor korte tijd terugkeren als wethouder.

### 10 december
- Ion Iliescu wordt de nieuwe president van Roemenië.

### 12 december
- Ethiopië en Eritrea sluiten een vredesverdrag.

### 13 december
- Na vijf weken van hertellingen en rechtszaken in Florida wordt George W. Bush door het Supreme Court van die staat uitgeroepen tot winnaar van de presidentsverkiezingen.
- De zogeheten "Texas 7" ontsnappen uit een gevangenis in Texas en gaan op rooftocht.

### 15 december
- De kerncentrale bij Tsjernobyl wordt definitief gesloten.
- De Vlaamse Regering keurde het Masterplan Mobiliteit Antwerpen goed. In die beslissing verklaart de Vlaamse regering zich akkoord om tol te heffen op de Oosterweelverbinding voor de financiering van het Masterplan. Voor een vlotte en efficiënte realisatie van het plan werd ook beslist om BAM, de Beheersmaatschappij Antwerpen Mobiel, een naamloze vennootschap van publiek recht op te richten.

### 16 december
- Begin van drie dagen van oproer in de Graafsewijk in 's-Hertogenbosch.
- NASA meldt dat er een oceaan ligt onder het ijs van Ganymedes, de maan van Jupiter.

### 17 december
- In Boekarest winnen de Hongaarse handbalsters voor de eerste keer de Europese titel door in de finale Oekraïne met 32-30 te verslaan.

### 18 december
- Groningse en Drentse buschauffeurs van vervoermaatschappij Arriva houden een wilde actie. Ze protesteren tegen het 'wurgcontract' dat de provincies Arriva zouden willen opdringen. Zo'n 400 bussen rijden naar het Drentse Provinciehuis in Assen. De actie blijft zonder resultaat.

### 19 december
- Inval van Hells Angels in de RTL-studio waar het televisieprogramma van Henk van Dorp en Frits Barend zal worden uitgezonden. Het duo zou te veel aandacht hebben besteed aan de uitvaart van de crimineel Sam Klepper onder escorte van tientallen Hells Angels. Ze worden mishandeld en bieden in de uitzending hun excuses aan. Ze durven geen aangifte te doen.

### 20 december
- Servië en Montenegro treedt toe tot de UNESCO.

### 28 december
- Prof. Dr. Adrian Năstase wordt minister-president van Roemenië.

### 31 december
- Officieel was dit de laatste dag van het tweede Millennium volgens de gregoriaanse kalender.
- Een zware cafébrand in Volendam eist het leven van veertien jonge mensen en meer dan 150 jongeren lopen ernstige brandwonden op.

## Overleden
<< · januari · februari · maart · april · mei · juni · juli · augustus · september · oktober · november · december · >>